# Campionat del Món de motociclisme de 2014
La temporada de 2014 del Campionat del món de motociclisme fou la 66a edició d'aquest campionat, organitzat per la FIM i Dorna Sports. La novetat d'aquesta edició fou la desaparició del calendari del Gran Premi dels Estats Units i la introducció del Gran Premi de l'Argentina, absent del campionat des de 1999.
Per segon any consecutiu, tots tres campionats varen ser guanyats per pilots catalans, amb Marc Márquez com a campió de MotoGP, Tito Rabat de Moto2 i Àlex Márquez de Moto3. Els Márquez esdevenien així l'única parella de germans a haver guanyat mai sengles campionats del món de motociclisme, una fita que repetiren el 2019.

## Resum de la temporada

### MotoGP

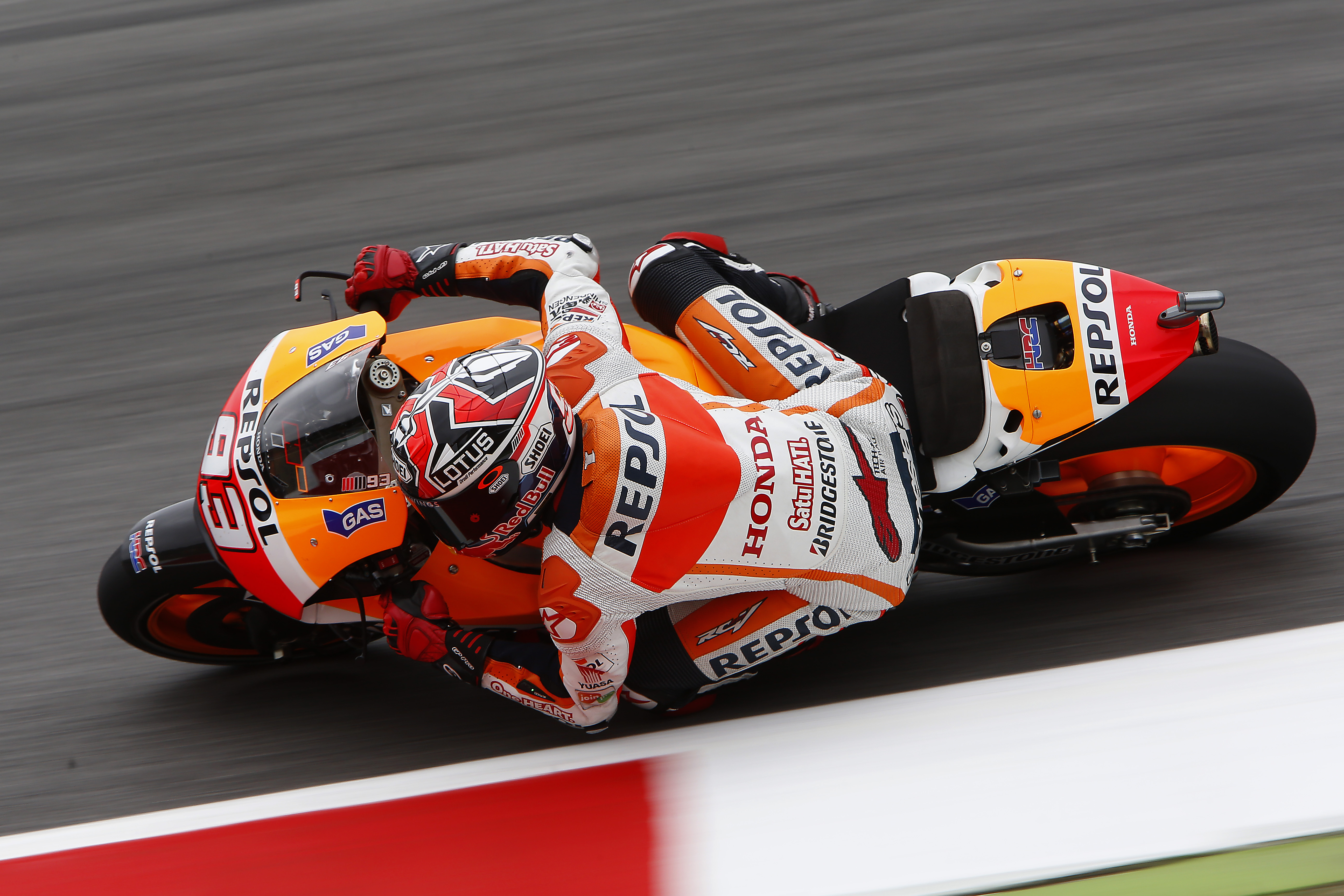
Marc Márquez a Mugello

Amb un rècord de 13 victòries a la categoria reina durant la temporada, Marc Márquez, vigent campió i màxim favorit al títol, va guanyar un segon campionat consecutiu de MotoGP, acabant 67 punts per davant del seu rival més proper, Valentino Rossi. Márquez va guanyar totes i cadascuna de les 10 primeres curses que es van celebrar aquell any abans que el seu company d'equip de Repsol Honda, Dani Pedrosa, li pogués infligir la primera derrota a Brno. Rossi havia aconseguit vuit podis durant la temporada abans de poder guanyar una cursa (Misano). L'italià va guanyar també a Phillip Island i va acabar com a subcampió per primera vegada des del 2006, quan va acabar segon darrere de Nicky Hayden. Tot i que va acabar temporada amb algunes retirades, el company d'equip de Rossi a Movistar Yamaha, Jorge Lorenzo, va acabar tercer al campionat, 32 punts per darrere de Rossi. Lorenzo va aconseguir dues victòries consecutives a l'Aragó i el Japó dins una ratxa de nou podis que es va acabar amb la seva retirada a Xest. L'únic altre guanyador de curses de MotoGP aquell any va ser Pedrosa, amb un solitari triomf a Brno.
Els germans Espargaró van poder aconseguir una de les subclassificacions disponibles. Pol Espargaró va ser el debutant de l'any en acabar sisè a la general (el següent millor debutant va ser Scott Redding en dotzè lloc). Aleix Espargaró va ser el millor classificat amb una motocicleta d'especificacions "Open". Va acabar setè a la general del campionat, aconseguint una pole position a Assen i una segona posició a Aragó. Redding va ser el següent millor pilot amb motos Open. Márquez va guanyar còmodament el Premi BMW M al millor pilot classificat, amb 13 pole positions durant la temporada. Repsol Honda va ser el guanyador del campionat d'equips, mentre que Honda va guanyar el constructors per vint-i-unena vegada en la categoria reina seixanta-tresena en total.

### Moto2

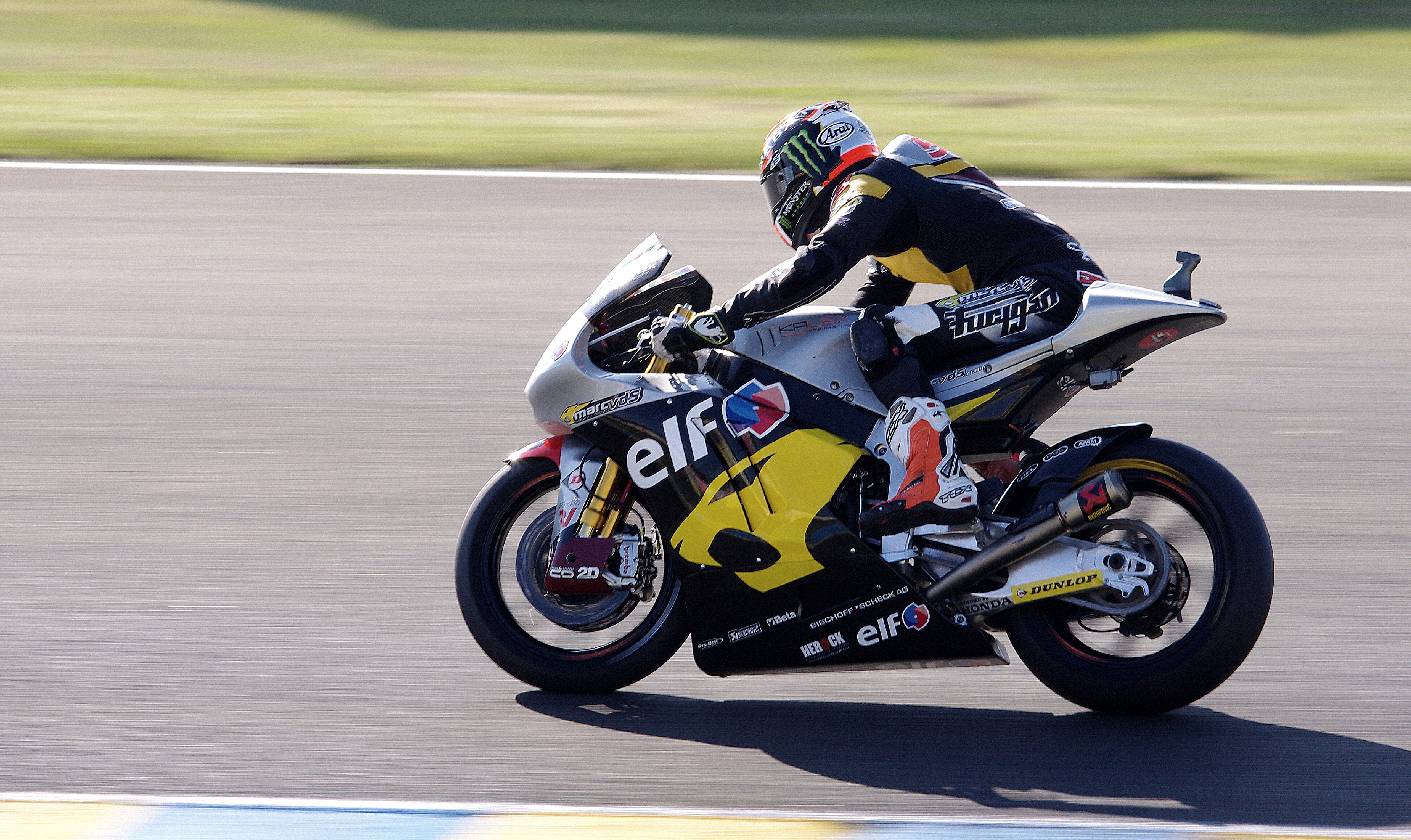
Tito Rabat a Le Mans

El vigent campió de la categoria, Pol Espargaró, no podia intentar revalidar el títol, ja que aquell any va pujar a MotoGP. Amb un rècord de punts per a la categoria intermèdia, 346, Esteve "Tito" Rabat es va proclamar campió amb 57 punts d'avantatge sobre del seu company d'equip Mika Kallio. Rabat també va establir rècords de poles amb 11 i va igualar el rècord de podis de Marc Márquez del 2012 amb 14, entre ells 7 victòries. El tercer classificat final va ser Maverick Viñales, els millors resultats del qual van ser quatre victòries, prou bones perquè acabés com al debutant de l'any, mentre que el segon millor debutant va ser el mallorquí Lluís Salom, vuitè al campionat.

### Moto3

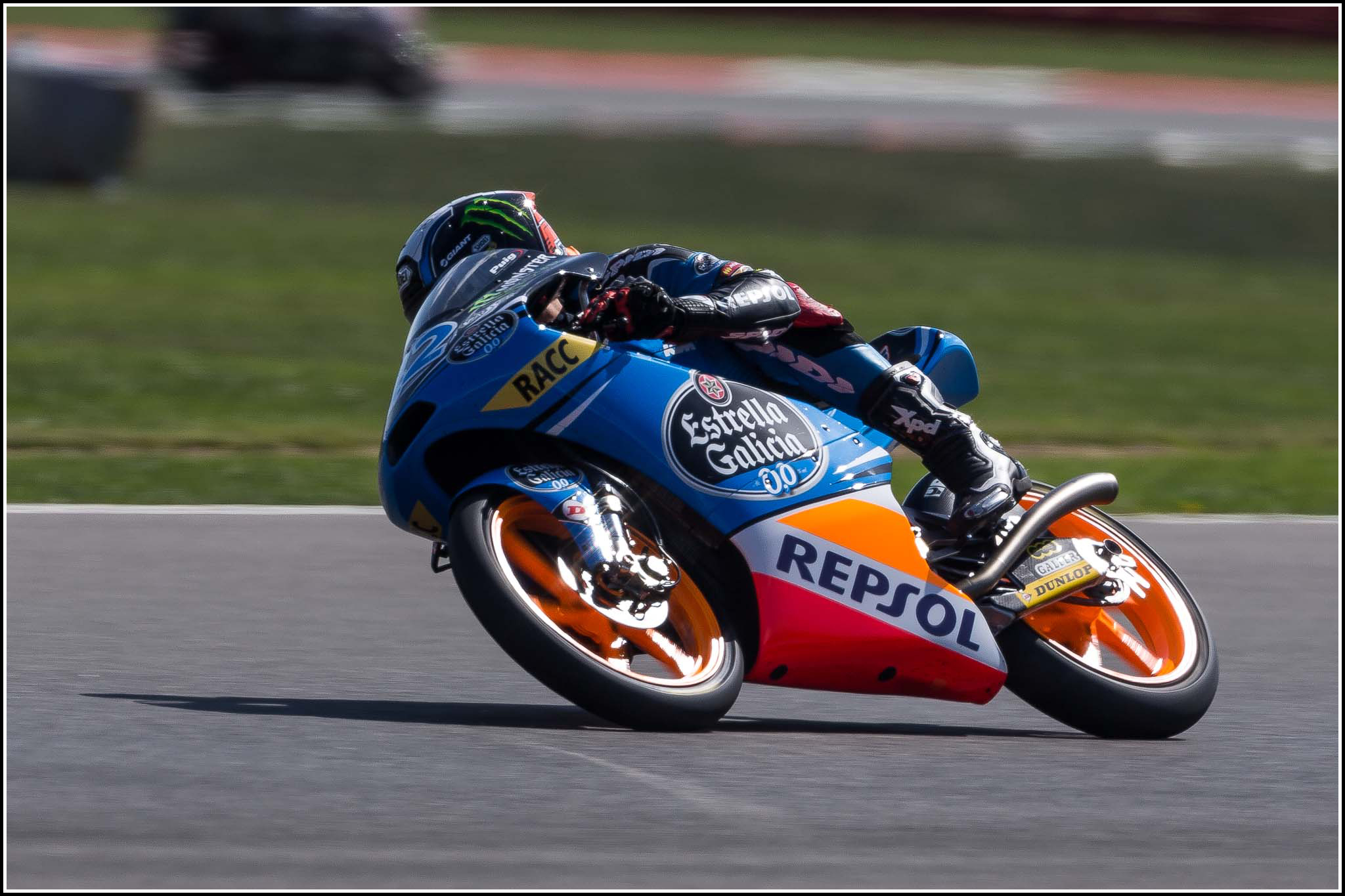
Àlex Márquez a Silverstone

El vigent campió de la categoria, Maverick Viñales, no podia intentar revalidar el títol, ja que aquell any va pujar a Moto2. El campionat de Moto3 no es va decidir fins a la ronda final de la temporada, el Gran Premi de la Comunitat Valenciana i el va guanyar Àlex Márquez, germà del campió de 125cc del 2010, Marc Márquez; com a resultat, els Márquez van esdevenir els primers germans a guanyar sengles campionats del món de motociclisme al mateix any.
Àlex Márquez, amb tres victòries durant la temporada, va ser campió amb dos punts d'avantatge sobre Jack Miller, que va aconseguir sis victòries al llarg de l'any. La tercera posició del campionat també es va decidir a Xest, on Álex Rins, company d'equip de Márquez, obtingué la posició per davant del basc Efrén Vázquez. Tots dos pilots van aconseguir dues victòries durant la temporada.

## Canvis de normativa

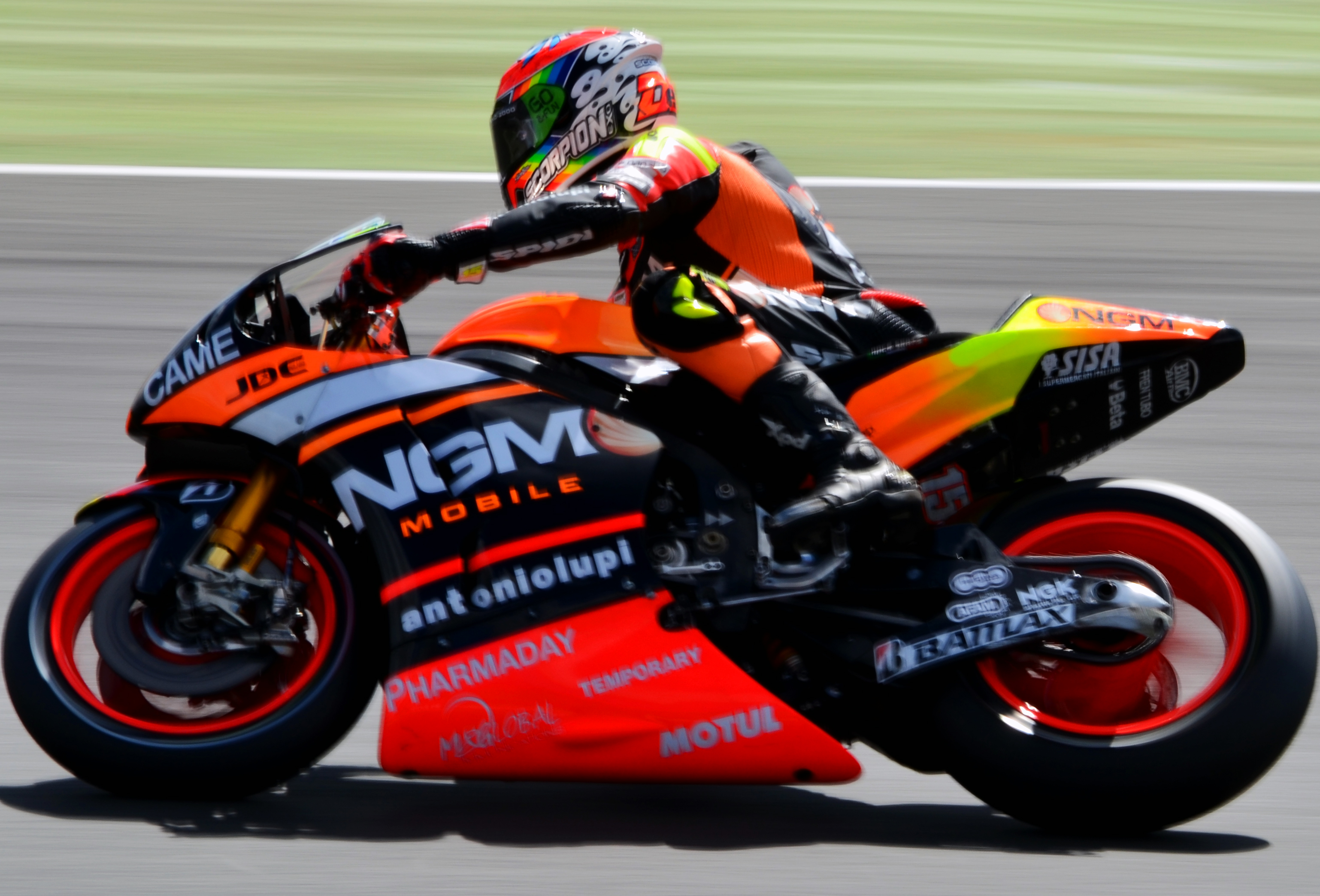
Aleix Espargaró va ser el millor pilot amb motocicleta "Open" aquell any

A partir del 2014, les normes d'admissió dels participants a MotoGP van canviar. Els prototips de la MSMA (Motorcycle Sports Manufacturers’ Association), l'associació de fabricants de motocicletes, es van reclassificar com a la nova classe "Factory" (fàbrica), mentre que l'anterior subcategoria d'equips CRT ('Claiming Rule Teams') es va reestructurar com a classe "Open". Totes les motos feien servir la unitat de control electrònic de MotoGP homologada i les "Open" duien un programari idèntic, mentre que les que competien com a "Factory" podien fer servir el seu propi programari personalitzat. L'assignació de motors a les motos Factory es va reduir de dotze a cinc i el disseny d'aquests cinc es va congelar. La quantitat de combustible permesa es va reduir de vint-i-quatre a vint litres.
Una modificació posterior, oficialitzada al març, establia que un fabricant que no hagués aconseguit cap victòria en sec l'any anterior, o un nou fabricant que debutava al campionat, podia participar amb l'opció Factory amb totes les concessions disponibles per a la classe Open; aquests beneficis es reduïen en cas d'un nombre determinat de podis o victòries.
Els equips de Ducati i Pramac Racing havien d'inscriure les seves motos a la classe Open, però les regulacions revisades van significar que finalment es van inscriure amb l'opció Factory amb concessions Open.

## Campions del món

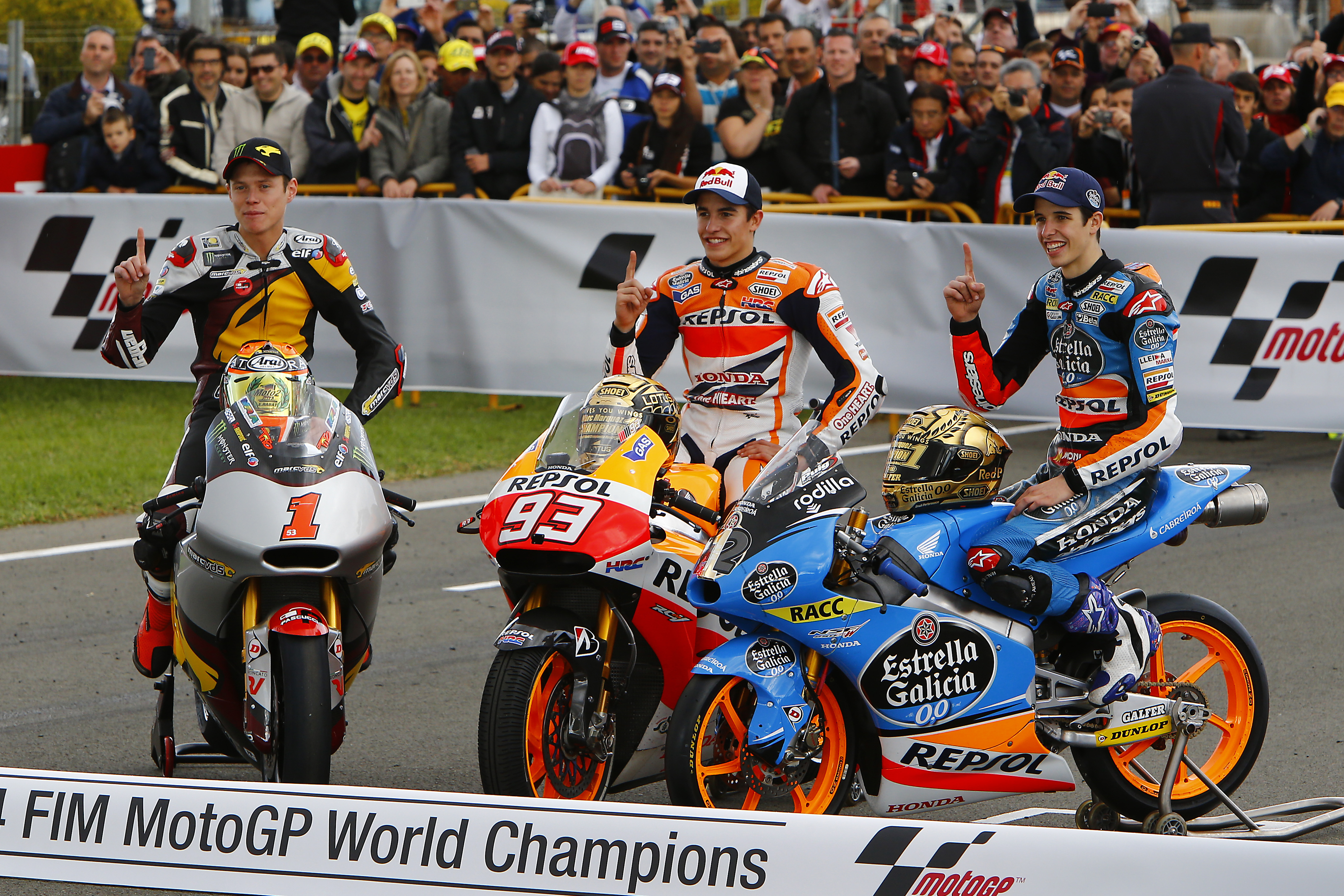
D'esquerra a dreta, els Campions de 2014: Tito Rabat (Moto2), Marc Márquez (MotoGP) i Àlex Márquez (Moto3)

Pilots
| Moto3        | Moto2        | MotoGP       |
| ------------ | ------------ | ------------ |
| Àlex Márquez | Esteve Rabat | Marc Márquez |

Constructors
| Moto3 | Moto2 | MotoGP |
| ----- | ----- | ------ |
| Honda | Kalex | Honda  |

Equips
| MotoGP            |
| ----------------- |
| Repsol Honda Team |

## Grans Premis

### Sistema de puntuació
Barem de puntuació de 1993 ençà:
| Posició | 1  | 2  | 3  | 4  | 5  | 6  | 7 | 8 | 9 | 10 | 11 | 12 | 13 | 14 | 15 |
| Punts   | 25 | 20 | 16 | 13 | 11 | 10 | 9 | 8 | 7 | 6  | 5  | 4  | 3  | 2  | 1  |

### Calendari
| Cursa | Data           | Gran Premi                            | Circuit          |
| ----- | -------------- | ------------------------------------- | ---------------- |
| 1     | 23 de març     | Gran Premi de Qatar ‡                 | Losail           |
| 2     | 13 d'abril     | Gran Premi de les Amèriques           | Amèriques        |
| 3     | 27 d'abril     | Gran Premi de l'Argentina             | Río Hondo        |
| 4     | 4 de maig      | Gran Premi d'Espanya                  | Jerez            |
| 5     | 18 de maig     | Gran Premi de França                  | Le Mans          |
| 6     | 1 de juny      | Gran Premi d'Itàlia                   | Mugello          |
| 7     | 15 de juny     | Gran Premi de Catalunya               | Catalunya        |
| 8     | 28 de juny ††  | Dutch TT                              | Assen            |
| 9     | 13 de juliol   | Gran Premi d'Alemanya                 | Sachsenring      |
| 10    | 10 d'agost     | Gran Premi d'Indianapolis             | Indianapolis     |
| 11    | 17 d'agost     | Gran Premi de la República Txeca      | Brno             |
| 12    | 31 d'agost     | Gran Premi de Gran Bretanya           | Silverstone      |
| 13    | 14 de setembre | Gran Premi de San Marino              | Misano           |
| 14    | 28 de setembre | Gran Premi d'Aragó                    | Motorland Aragón |
| 15    | 12 d'octubre   | Gran Premi del Japó                   | Motegi           |
| 16    | 19 d'octubre   | Gran Premi d'Austràlia                | Phillip Island   |
| 17    | 26 d'octubre   | Gran Premi de Malàisia                | Sepang           |
| 18    | 9 de novembre  | Gran Premi de la Comunitat Valenciana | València         |

†† = Cursa en dissabte
‡ = Cursa nocturna

### Guanyadors
| Cursa | Gran Premi                            | MotoGP          | Moto2              | Moto3         | Resultats |
| ----- | ------------------------------------- | --------------- | ------------------ | ------------- | --------- |
| 1     | Gran Premi de Qatar                   | Marc Márquez    | Esteve Rabat       | Jack Miller   | Resultats |
| 2     | Gran Premi de les Amèriques           | Marc Márquez    | Maverick Viñales   | Jack Miller   | Resultats |
| 3     | Gran Premi de l'Argentina             | Marc Márquez    | Esteve Rabat       | Romano Fenati | Resultats |
| 4     | Gran Premi d'Espanya                  | Marc Márquez    | Mika Kallio        | Romano Fenati | Resultats |
| 5     | Gran Premi de França                  | Marc Márquez    | Mika Kallio        | Jack Miller   | Resultats |
| 6     | Gran Premi d'Itàlia                   | Marc Márquez    | Esteve Rabat       | Romano Fenati | Resultats |
| 7     | Gran Premi de Catalunya               | Marc Márquez    | Esteve Rabat       | Àlex Márquez  | Resultats |
| 8     | Dutch TT                              | Marc Márquez    | Anthony West       | Àlex Márquez  | Resultats |
| 9     | Gran Premi d'Alemanya                 | Marc Márquez    | Dominique Aegerter | Jack Miller   | Resultats |
| 10    | Gran Premi d'Indianapolis             | Marc Márquez    | Mika Kallio        | Efrén Vázquez | Resultats |
| 11    | Gran Premi de la República Txeca      | Dani Pedrosa    | Esteve Rabat       | Alexis Masbou | Resultats |
| 12    | Gran Premi de Gran Bretanya           | Marc Márquez    | Esteve Rabat       | Àlex Rins     | Resultats |
| 13    | Gran Premi de San Marino              | Valentino Rossi | Esteve Rabat       | Àlex Rins     | Resultats |
| 14    | Gran Premi d'Aragó                    | Jorge Lorenzo   | Maverick Viñales   | Romano Fenati | Resultats |
| 15    | Gran Premi del Japó                   | Jorge Lorenzo   | Thomas Lüthi       | Àlex Márquez  | Resultats |
| 16    | Gran Premi d'Austràlia                | Valentino Rossi | Maverick Viñales   | Jack Miller   | Resultats |
| 17    | Gran Premi de Malàisia                | Marc Márquez    | Maverick Viñales   | Efrén Vázquez | Resultats |
| 18    | Gran Premi de la Comunitat Valenciana | Marc Márquez    | Thomas Lüthi       | Jack Miller   | Resultats |

## Galeria

Podi final de MotoGP
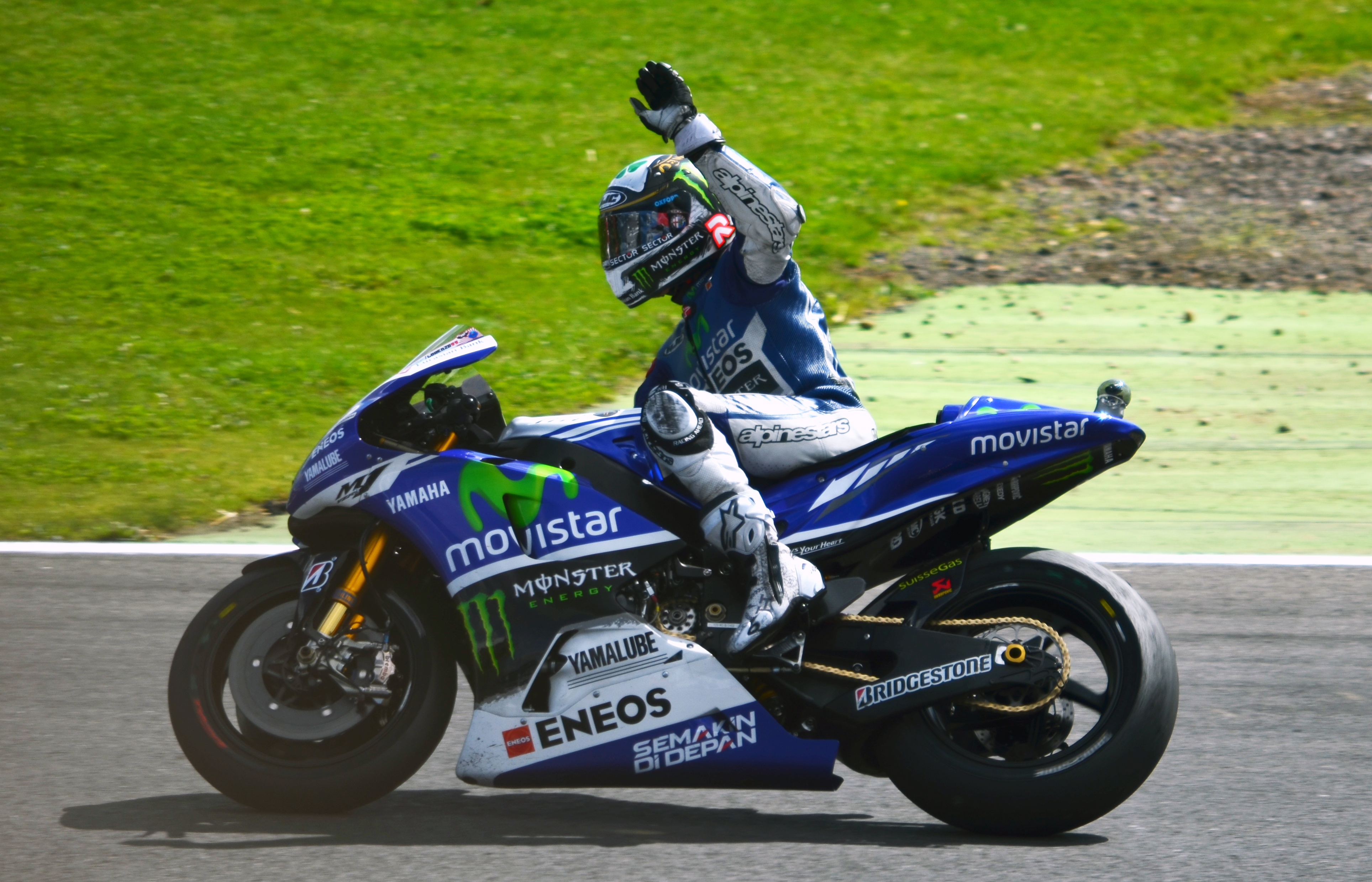
3r. Jorge Lorenzo
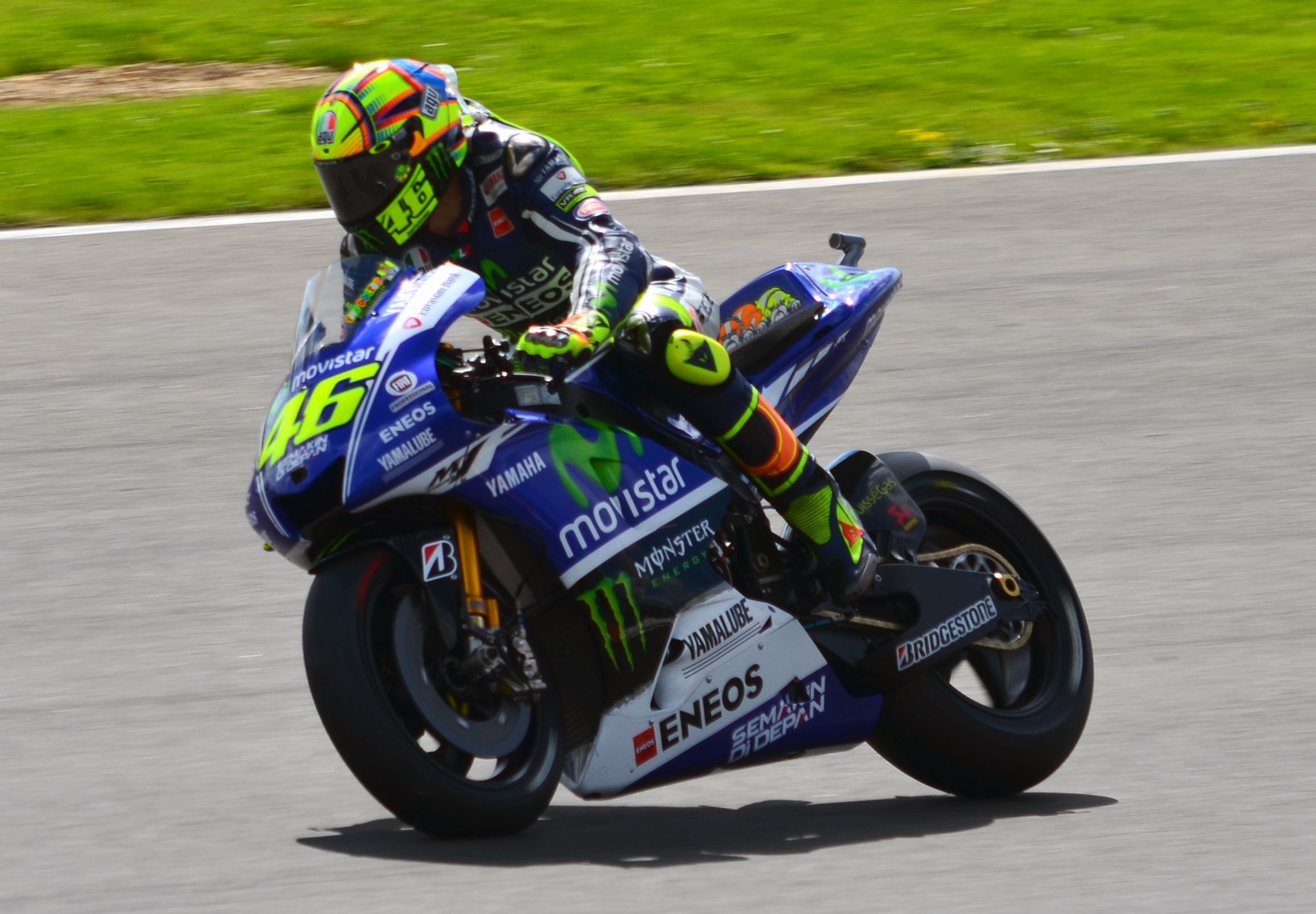
2n. Valentino Rossi
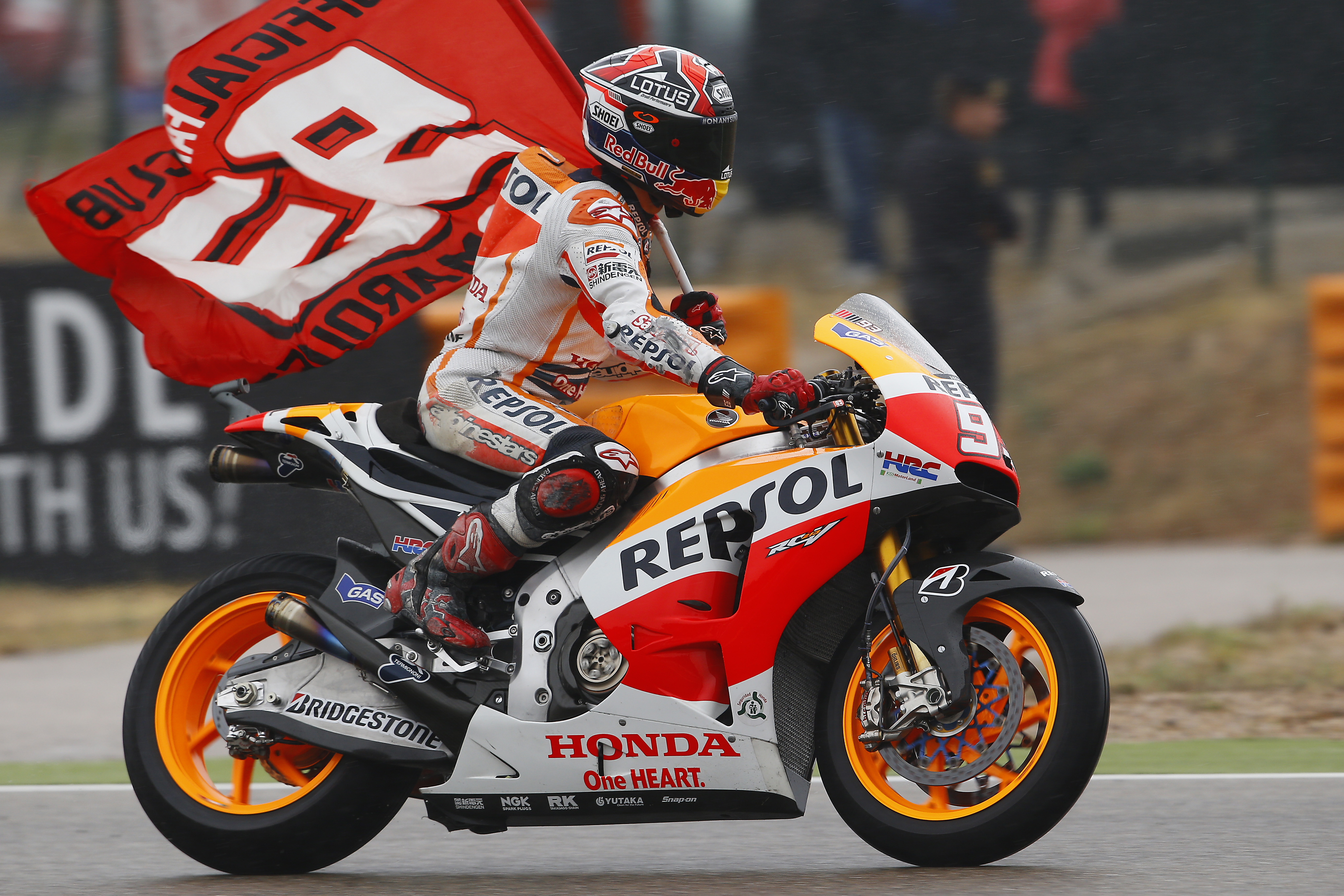
1r. Marc Márquez

## Debutants de l'any
| Moto3           | Moto2            | MotoGP        |
| --------------- | ---------------- | ------------- |
| Enea Bastianini | Maverick Viñales | Pol Espargaró |

## Classificació dels pilots
- Els pilots marcats en blau optaven al premi Debutant de l'any.

### MotoGP
(Llegenda) (En negreta - Pole; En cursiva - Volta ràpida)
| Pos. | Pilot              | Moto           |      | Equip                         | QAT | AME | ARG | ESP | FRA | ITA | CAT | NED | GER | INP · | CZE | GBR | SM  | ARA | JPN | AUS | MAL | VAL | Pts |
| ---- | ------------------ | -------------- | ---- | ----------------------------- | --- | --- | --- | --- | --- | --- | --- | --- | --- | ----- | --- | --- | --- | --- | --- | --- | --- | --- | --- |
| 1    | Marc Márquez       | Honda          |      | Repsol Honda Team             | 1   | 1   | 1   | 1   | 1   | 1   | 1   | 1   | 1   | 1     | 4   | 1   | 15  | 13  | 2   | Ret | 1   | 1   | 362 |
| 2    | Valentino Rossi    | Yamaha         |      | Movistar Yamaha MotoGP        | 2   | 8   | 4   | 2   | 2   | 3   | 2   | 5   | 4   | 3     | 3   | 3   | 1   | Ret | 3   | 1   | 2   | 2   | 295 |
| 3    | Jorge Lorenzo      | Yamaha         |      | Movistar Yamaha MotoGP        | Ret | 10  | 3   | 4   | 6   | 2   | 4   | 13  | 3   | 2     | 2   | 2   | 2   | 1   | 1   | 2   | 3   | Ret | 263 |
| 4    | Dani Pedrosa       | Honda          |      | Repsol Honda Team             | 3   | 2   | 2   | 3   | 5   | 4   | 3   | 3   | 2   | 4     | 1   | 4   | 3   | 14  | 4   | Ret | Ret | 3   | 246 |
| 5    | Andrea Dovizioso   | Ducati         |      | Ducati Team                   | 5   | 3   | 9   | 5   | 8   | 6   | 8   | 2   | 8   | 7     | 6   | 5   | 4   | Ret | 5   | 4   | 8   | 4   | 187 |
| 6    | Pol Espargaró      | Yamaha         |      | Monster Yamaha Tech 3         | Ret | 6   | 8   | 9   | 4   | 5   | 7   | Ret | 7   | 5     | Ret | 6   | 6   | 6   | 8   | Ret | 6   | 6   | 136 |
| 7    | Aleix Espargaró    | Forward Yamaha | Open | NGM Forward Racing            | 4   | 9   | 15  | 7   | 9   | 9   | 6   | 4   | 6   | Ret   | 8   | 9   | Ret | 2   | 11  | Ret | Ret | 7   | 126 |
| 8    | Bradley Smith      | Yamaha         |      | Monster Yamaha Tech 3         | Ret | 5   | 7   | 8   | 10  | Ret | 10  | 8   | 19  | 6     | 9   | 22  | 7   | 5   | 9   | 3   | 5   | 14  | 121 |
| 9    | Stefan Bradl       | Honda          |      | LCR Honda MotoGP              | Ret | 4   | 5   | 10  | 7   | Ret | 5   | 10  | 16  | Ret   | 7   | 7   | Ret | 4   | 7   | Ret | 4   | 8   | 117 |
| 10   | Andrea Iannone     | Ducati         |      | Pramac Racing                 | 10  | 7   | 6   | Ret | Ret | 7   | 9   | 6   | 5   | Ret   | 5   | 8   | 5   | Ret | 6   | Ret | DNS | 22  | 102 |
| 11   | Álvaro Bautista    | Honda          |      | Go&Fun Honda Gresini          | Ret | Ret | Ret | 6   | 3   | 8   | Ret | 7   | 9   | Ret   | 10  | Ret | 8   | 7   | 10  | 6   | Ret | 16  | 89  |
| 12   | Scott Redding      | Honda          | Open | Go&Fun Honda Gresini          | 7   | Ret | 14  | 13  | 12  | 13  | 13  | 12  | 11  | 9     | 11  | 10  | 13  | 10  | 16  | 7   | 10  | 10  | 81  |
| 13   | Cal Crutchlow      | Ducati         |      | Ducati Team                   | 6   | Ret |     | Ret | 11  | Ret | Ret | 9   | 10  | 8     | Ret | 12  | 9   | 3   | Ret | Ret | Ret | 5   | 74  |
| 14   | Hiroshi Aoyama     | Honda          | Open | Drive M7 Aspar                | 11  | 12  | 10  | 12  | 14  | 14  | 15  | 16  | 12  | 10    | 13  | 14  | 12  | 8   | 13  | 8   | 11  | 15  | 68  |
| 15   | Yonny Hernández    | Ducati         |      | Energy T.I. Pramac Racing     | 12  | 13  | 12  | 14  | 13  | 10  | 11  | 19  | 17  | Ret   | Ret | 11  | 10  | 15  | Ret | 11  | 7   | Ret | 53  |
| 16   | Nicky Hayden       | Honda          | Open | Drive M7 Aspar                | 8   | 11  | 11  | 11  | Ret | DNS | 12  | 17  | 14  |       |     |     |     | 9   | 14  | 10  | Ret | 13  | 47  |
| 17   | Karel Abraham      | Honda          | Open | Cardion AB Motoracing         | 13  | 14  | 13  | Ret | 15  | 12  | Ret | 14  | 13  | 11    | 14  | 13  | 11  | Ret | Ret | Ret | Ret | 17  | 33  |
| 18   | Héctor Barberá     | Avintia        | Open | Avintia Racing                | Ret | 15  | 16  | 15  | Ret | Ret | 19  | 18  | 18  | Ret   | 17  | 19  | 19  |     |     |     |     |     | 26  |
| 18   | Héctor Barberá     | Ducati         | Open | Avintia Racing                |     |     |     |     |     |     |     |     |     |       |     |     |     | 19  | 15  | 5   | 9   | 11  | 26  |
| 19   | Michele Pirro      | Ducati         |      | Ducati Team                   |     |     | 17  | Ret |     | 11  | 14  |     |     |       | 12  |     |     |     |     |     |     | 9   | 18  |
| 20   | Danilo Petrucci    | ART            | Open | Octo IodaRacing Team          | 14  | 17  | Ret | DNS |     |     |     | 15  | 15  | Ret   | Ret | 18  | Ret | 11  | Ret | 12  | Ret | 12  | 17  |
| 21   | Alex de Angelis    | Forward Yamaha | Open | NGM Forward Racing            |     |     |     |     |     |     |     |     |     |       | 16  | 15  | 14  | 12  | 17  | 9   | Ret | 18  | 14  |
| 22   | Colin Edwards      | Forward Yamaha | Open | NGM Forward Racing            | 9   | Ret | 20  | Ret | 17  | 15  | 18  | 22  | 20  | 13    |     |     |     |     |     |     |     |     | 11  |
| 23   | Broc Parkes        | PBM            | Open | Paul Bird Motorsport          | 15  | Ret | 21  | 17  | 18  | 17  | 16  | 11  | 21  | 15    | 19  | 21  | 18  | 18  | 20  | Ret | 14  | 20  | 9   |
| 24   | Michael Laverty    | PBM            | Open | Paul Bird Motorsport          | 16  | 16  | 18  | 16  | 16  | 16  | 17  | 21  | Ret | 14    | Ret | 17  | 17  | 16  | 18  | 13  | 12  | 19  | 9   |
| 25   | Mike Di Meglio     | Avintia        | Open | Avintia Racing                | 17  | 18  | 19  | Ret | 19  | 18  | Ret | 20  | 22  | 12    | 18  | 20  | Ret | 17  | 19  | 14  | 13  | 21  | 9   |
| 26   | Katsuyuki Nakasuga | Yamaha         |      | Yamalube Racing Team with YSP |     |     |     |     |     |     |     |     |     |       |     |     |     |     | 12  |     |     |     | 4   |
| 27   | Leon Camier        | Honda          | Open | Drive M7 Aspar                |     |     |     |     |     |     |     |     |     | Ret   | 15  | 16  | 16  |     |     |     |     |     | 1   |
|      | Michel Fabrizio    | ART            | Open | Octo IodaRacing Team          |     |     |     |     |     | Ret | 20  |     |     |       |     |     |     |     |     |     |     |     | 0   |
|      | Randy de Puniet    | Suzuki         |      | Team Suzuki MotoGP            |     |     |     |     |     |     |     |     |     |       |     |     |     |     |     |     |     | Ret | 0   |
| Pos  | Pilot              | Moto           |      | Equip                         | QAT | AME | ARG | ESP | FRA | ITA | CAT | NED | GER | INP · | CZE | GBR | SM  | ARA | JPN | AUS | MAL | VAL | Pts |